# 224
224 је била преступна година.

## Догађаји

### Јануар
- 1. јануар – Гај Белиције Торкват и Апије Клаудије Јулијан II започињу једногодишњи мандат нових римских конзула.
- 20. јануар – У главном граду краљевства Цао Веис у Сјучангу, у данашњој кинеској провинцији Хенан, цар Цао Пи издаје декрет којим се бивши цар Ксиан од Хана деградира на "војводу од Ксу Сханиуа" и даје ћерку Ксу Сханиуа на дужност. титула "Принцеза од Чангле"

### Април
- 28. април – Битка код Хормоздгана: Краљ Ардашир I побеђује Артабана V, уништавајући Партско царство и успостављајући династију Сасанида.  Артабанов брат Вологасес VI  наставиће да влада, уз подршку Јермена и Кушана, над рубним деловима Партије.

### Септембар
- У источном краљевству Ву, цар Сун Куан наређује деградацију генерала Џанга Вена и његово смењивање са команде, коментаришући у декрету: „О, Џанг Вен, тако си срећан што си поштеђен смрти“. Два друга официра, генерал Ји Иан и генерал Ксу Биао су ухапшени и дозвољено им је да изврше самоубиство уместо да буду погубљени.